# Марчеллінара
Марчеллінара (італ. Marcellinara, сиц. Marcellinara) — муніципалітет в Італії, у регіоні Калабрія,  провінція Катандзаро.
Марчеллінара розміщений на відстані близько 480 км на південний схід від Риму, 10 км на північний захід від Катандзаро.
Населення — 2295 осіб (2014).
Покровитель — Франциск із Паоли (San Francesco da Paola).

## Демографія
Населення за роками:

Станом на 1 січня 2023 року в муніципалітеті офіційно проживало 59 іноземців з 11 країн, серед них 16 громадян країн Євросоюзу та 1 громадянин України.

## Сусідні муніципалітети
- Амато
- Караффа-ді-Катандзаро
- Маїда
- Мільєрина
- П'янополі
- Сеттінджано
- Тіріоло